# Tore André Flo
Tore André Flo (* 15. června 1973, Stryn, Norsko) je bývalý norský fotbalový útočník a současný asistent trenéra u norské fotbalové reprezentace do 18 let.
Mimo Norsko působil jako hráč v Anglii, Skotsku a Itálii.
V A-týmu norské fotbalové reprezentace odehrál 76 zápasů, vstřelil v nich 23 gólů.
Pochází z fotbalové rodiny, bratři Jostein Flo, Kjell Rune Flo jsou bývalí fotbalisté a synovec Ulrik Flo hraje také kopanou.

## Reprezentační kariéra
V A-mužstvu Norska zažil debut 11. 10. 1995 v domácím utkání v Oslo s Anglií (remíza 0:0). Celkem odehrál v letech 1995–2004 za národní tým 76 zápasů a vstřelil 23 gólů.
Zúčastnil se Mistrovství světa 1998 ve Francii a Mistrovství Evropy 2000 v Nizozemsku a Belgii.

## Trenérská kariéra
Od února 2014 působí jako asistent trenéra u norské fotbalové reprezentace do 18 let.